# Karkosy
Karkosy – wieś w Polsce położona w województwie łódzkim, w powiecie łęczyckim, w gminie Łęczyca. Na początku XVI w. Karkosy były wsią opuszczoną.
W latach 1975–1998 miejscowość administracyjnie należała do województwa płockiego.
Przez miejscowość przebiega droga wojewódzka nr 703.